# Eilicrinia acardia
Eilicrinia acardia är en fjärilsart som beskrevs av Hans Ferdinand Emil Julius Stichel 1911. Eilicrinia acardia ingår i släktet Eilicrinia och familjen mätare. Inga underarter finns listade i Catalogue of Life.